# Miró, l'altre
«Miró, l'altre», originalment amb títol ORIM (Miró escrit al revés), però oficialment i en castellà - «Miró otro» - va ser una exposició retrospectiva de l'obra del pintor català Joan Miró organitzada pel Col·legi Oficial d'Arquitectes de Catalunya (COAC) a la seva seu de Barcelona el 1969. Una de les manifestacions més importants i transgressores d'aquesta exposició fou l'acció feta per l'artista i col·laboradors abans de l'obertura de l'exposició i destruïda per ell i col·laboradors després.

## L'exposició
L'exposició tingué lloc del 30 d'abril al 30 de juny del 1969. Originalment estava prevista per acabar el 30 maig, però es prorrogà per un mes.
El COAC va encarregar a l'estudi d'arquitectes Studio PER (Pep Bonet, Cristian Cirici, Lluís Clotet i Òscar Tusquets) de fer el "guió" i muntatge de l'exposició. D'acord amb el Cristian Cirici, l'exposició volia servir de contrapartida a l'exposició oficial i oficialista organitzada pel règim franquista poc abans a l'Hospital de la Santa Creu al Raval de Barcelona (1968), que marcà el punt d'inflexió quan l'artista passa de ser marginalitzat pel règim a ser oficialment acceptat, "assimilat" i "trivialitzat" per aquest. A més, els comissaris de la mostra van voler complementar la seva tasca amb la col·laboració d'altres joves dinamitzadors de la vida cultural de Barcelona d'aquell moment (el també arquitecte Jordi Galí, per exemple), figures destacades de la generació de Joan Miró (Josep Llorens i Artigas, Joan Prats) i de la generació intermèdia, com serien Antoni Tàpies o Pere Portabella.
| «                  | […] els arquitectes socis de Studio PER […], que acabàvem de fer 27 anys, vam rebre del Col·legi d'Arquitectes de Catalunya i Balears l'encàrrec de fer el guió i el muntatge a la seu col·legial d'una contraexposició –que vam titular ORIM (Miró escrit de dreta a esquerra)– a l'exposició antològica organitzada per l'Ajuntament de Barcelona en el marc gòtic de l'antic Hospital de la Santa Creu. | » |
| — Cristian Cirici, | |   |

L'exposició tenia una clara vocació provocadora i transgressora. El Pere Portabella explica sobre la naturalesa contestatària de l'exposició:
| «                  | Es tractava de donar un panorama de l'obra de Miró, abans, durant i després de la guerra (1936-39). Denunciar la manipulació de la qual era objecte Miró pel règim durant l'Any Miró declarat pel Ministeri d'Informació i Turisme el 1969 (murals pertot arreu, el volien nomenar membre de l'Acadèmia…) | » |
| — Pere Portabella, | |   |

## L'acció

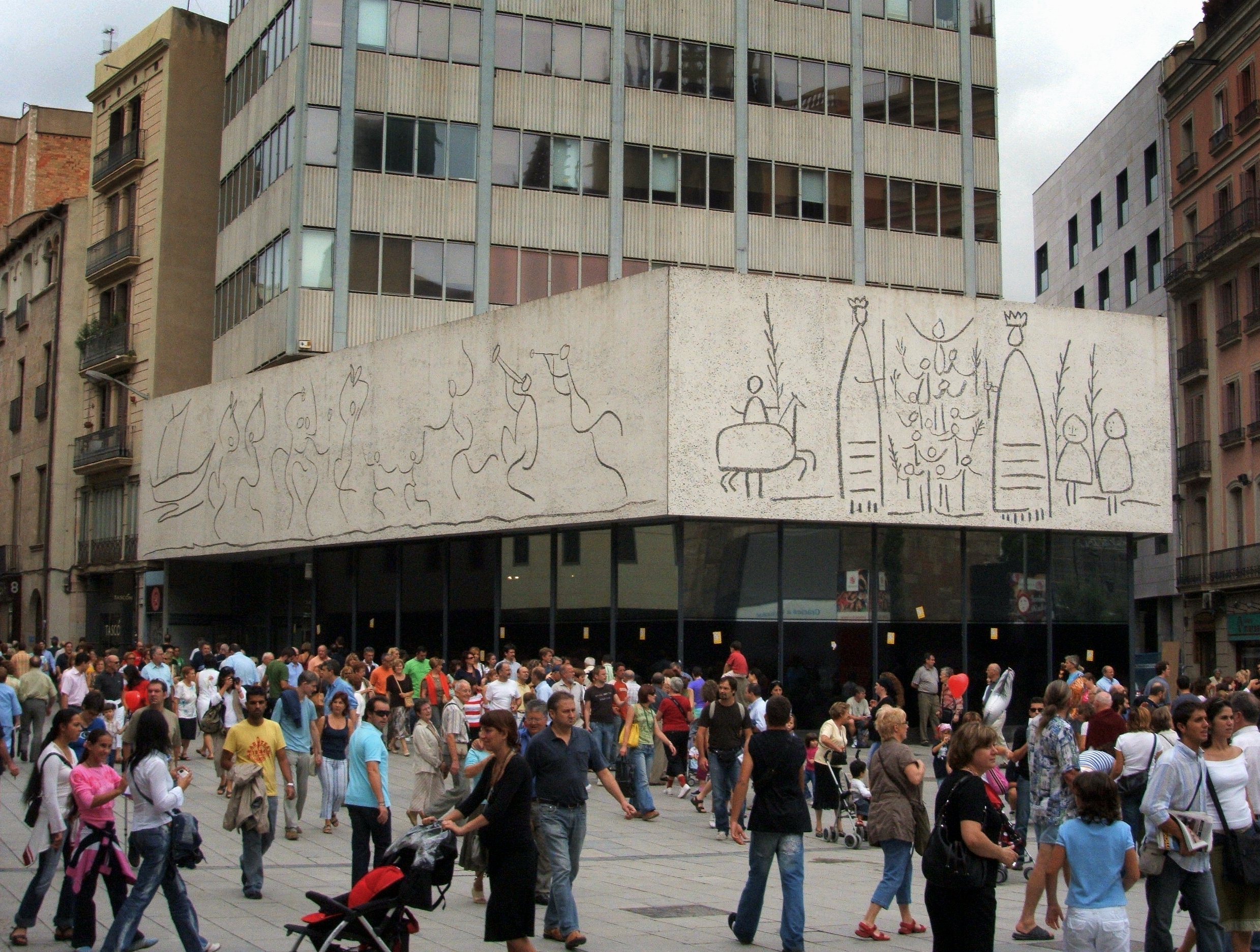
La seu del COAC, on l'acció es va dur a terme

Els comissaris de l'exposició, socis de Studio PER, van demanar a Joan Miró de fer una intervenció per a l'exposició a la seu del COAC, i aquest s'hi va bolcar amb entusiasme, acudint-se-li la idea de pintar un llarg mural resseguint totes les finestres de la planta baixa del COAC de Barcelona. L'acció era una peça d'art efímera i col·lectiva, i de desmitificació de l'artista, en l'esperit de l'art pobre, l'art efímer, l'art no comercial, del happening i precursor, en certa manera, de l'art conceptual i el pop art. Miró va escollir 4 persones per col·laborar amb ell, els va assignar 4 colors (els seus 4 colors base amb els quals sempre treballava - groc, verd, blau, vermell) i els va donar via lliure per pintar el que volguessin. Es va reservar el color negre, que aplicaria ell mateix amb una escombra, com a intervenció final, amb el qual retocava el que havien fet els altres pocs minuts abans.
| «           | Vosaltres sereu quatre instruments d'una orquesta i pintareu plegats. Jo vindré l'últim i seré com el solista. Jo seré el piano. | » |
| — Joan Miró | |   |

L'acció començà durant la nit del 26 al 27 d'abril del 1969, a partir de les 4 de la matinada, amb la intervenció prèvia dels 4 col·laboradors (més el cineasta, fotògrafs, etc.) i acabà amb la intervenció de Miró a la matinada del 28 d'abril, finalitzant cap a les 6 del matí, amb Miró posant-li els tocs finals de negre. Se'n pintaren 21 vidrieres de poc més de 2 metres de llarg cadascuna. L'espai cobert feia uns 44 metres de llarg (sobre un total de 48 metres de les vidrieres del COAC) per arribar a uns 70 metres quadrats de superfície pintada.
L'acte de destrucció de l'obra tingué lloc el dia 30 de juny, coincidint amb la clausura de l'exposició, i començà a les 12 del migdia, amb Miró esborrant amb dissolvent i escombra. Alguns dels espectadors, entre ells l'arquitecte Òscar Tusquets, el barreter i promotor d'art Joan Prats i Vallès, uns estudiants d'arquitectura i alguns crítics d'art, de seguida es posaren a ajudar-lo. Més tard s'hi posaren unes col·laboradores (les dones de neteja) per acabar de netejar-ho.
L'obra fou una peça efímera perquè en acabar l'exposició, l'artista, possiblement amb la instigació del cineasta Pere Portabella, amb la col·laboració de la gent present a l'acte i d'unes dones de neteja (dels noms de les quals, malauradament, no ha quedat constància) ho van esborrar amb dissolvent com a acte de contracultura.
| «                                                                                           | De tot el projecte, no hi ha dubte que allò més provocador va ser la part que va desaparèixer: els vidres del Col·legi pintats per Miró, sota el fris de Picasso i de cara a la Catedral. […] Obra provocativa, col·lectiva, efímera... Era el moment en què es començava a parlar d'art conceptual. Potser Miró, sense saber-ho, s'hi va avançar. | » |
| — Fundació Miró (Rosa Maria Malet? Teresa Muntaner? Emili Fernández Miró? Pere Portabella?) | |   |

Al Pere Portabella li fou encomanat la gravació de l'esdeveniment. D'allí sorgeix la seva obra Miró, l'altre (15 min., Mèxic, 1969, amb música de Carles Santos i sense locució), que inclou tant el procés de pintar com el de la destrucció de l'obra. L'acció també va ser fixada pels fotògrafs de renom Colita (en blanc i negre) i Francesc Català Roca (en color).
Miró parla sobre aquesta obra:
| «            | Algunes persones van plorar una mica perquè aquestes obres podrien aportar ingressos. Però havia de ser així. Els arquitectes joves volien fer una exposició de xoc, d'atac, el contrari de l'exposició antològica oficial que s'havia fet abans; el pintor dels museus. Jo no vaig anar a la inauguració de l'exposició oficial. Estava a Barcelona, però a l'últim moment vaig fer anunciar que no hi aniria per a no trobar-me amb les autoritats. Però sí que hi era pels arquitectes joves; i a les tres de la matinada -per que no hi hagués ningú, no era un espectacle- estava pintant sobre la vorera. Després vam anar a prendre un cafè amb llet i un croissant per a escalfar-nos un xic. El que m'interessava era el gest instantani sobre el fons preparat, on hi havien inscripcions en català a favor de la llibertat de Catalunya. | » |
| — Joan Miró, | |   |

## La reacció

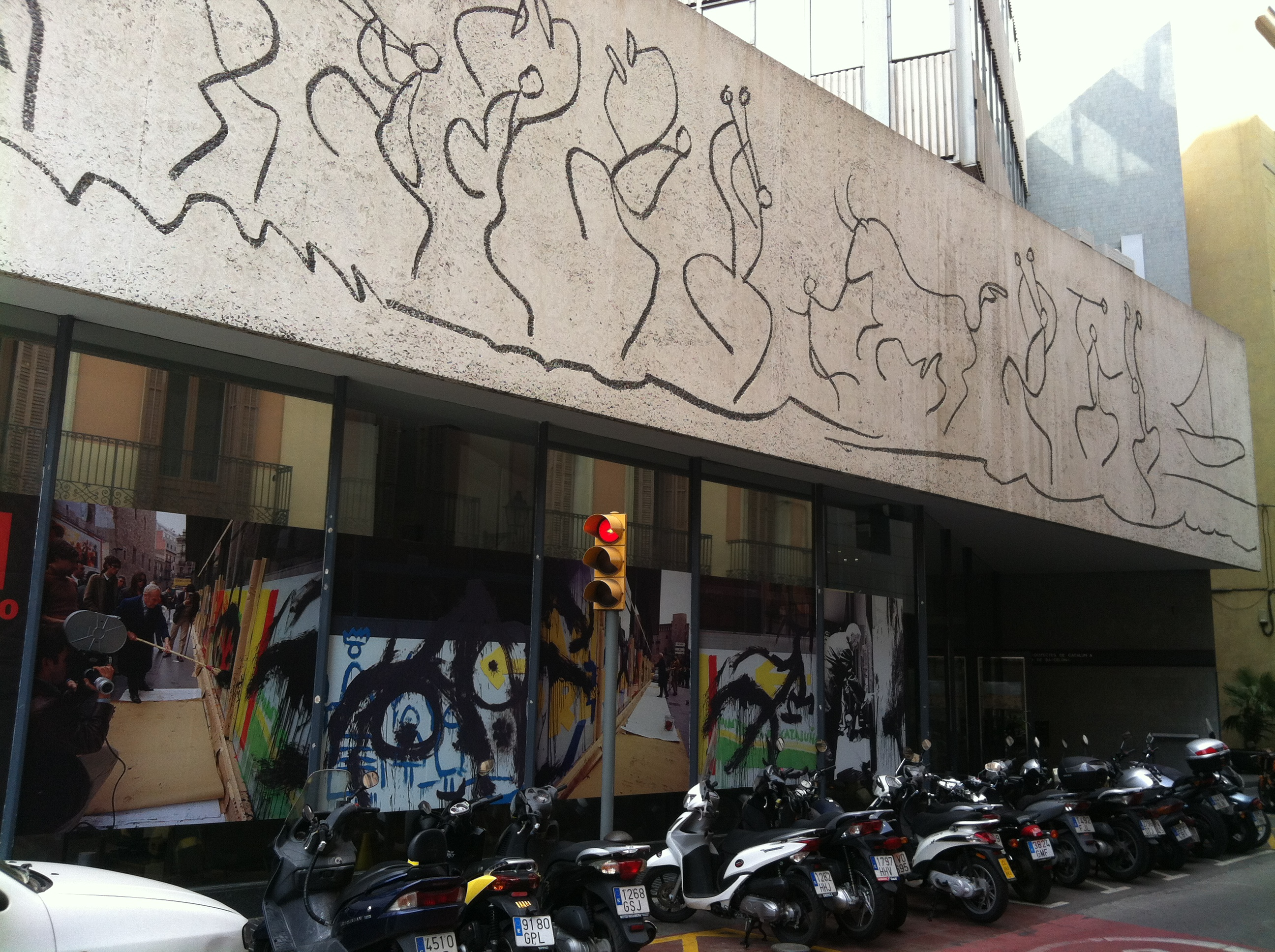
Miró l'Altre, reproducció que es va fer durant el 2012

L'acció efímera de Miró i col·laboradors va causar moltes reaccions, entre les quals les paraules de rebuig contundents del crític d'art, Santos Torroella:
| «                          | Malo es, sin embargo, que tan ingénuamente haya caído en un doble juego que en nada -antes, al contrario- puede favorecerle. Porque lo del pintarrajeo de cristales, a base de escobazos y azafates o azafatas con jofainas de pintura, sobre una tonta simulación irónica de dibujos de Picasso -tan distante, éste, ¡ay!, de tales ridículas niñerías- tiene demasiado de show daliniano -lo más contrario, durante toda una vida, al espíritu de Miró- para que pueda tomarse en serio. | » |
| — Rafael Santos Torroella, | |   |

El dia mateix de la destrucció de l'obra, el crític José María Moreno Galván, va intentar dissuadir el pintor d'un acte que ell creia equivocat. Miró estava a la Comissió de Cultura del COAC en companyia del poeta i crític José Corredor-Matheos i li va contestar que ja s'ho havia pensat llargament i que li semblava molt bé la destrucció, tot i que comprenia les tribulacions del crític. Moreno Galván es mostra contrari a la destrucció en un article escrit a la revista Triunfo: 
| «                           | El espectáculo de ver a Joan Miró destruir la obra de arte que él mismo había creado con sus propias manos no me gustaria volver a verlo nunca más… Yo tuve un breve escalofrío emocional. Volví la espalda y volví al interior del edificio. Ya estaba bien… Yo protesto. | » |
| — José María Moreno Galván, | |   |

Altres persones que es pronunciaren en sentit negatiu contra l'obra o la seva destrucció foren el poeta Federico García-Durán de Lara, entre d'altres.
També hi havia crítica positiva. L'escriptor i crític d'art Alexandre Cirici, per exemple, va lloar l'acció com a "ruptura radical":
| «                   | Per a molts visitants haurà estat una sorpresa l'aspecte militant de Miró en els moments històrics. Calia donar-la. Per a molta gent, ha estat un impacte el happening, alhora environnement i participació, del gran mural preparat en equip, on els grafismes dels quatre arquitectes autors de l'exposició van servir de base a la composició final feta per Miró amb una escombra xopa de negre. Una obra que desafia les bones maneres, l'especulació econòmica, la idea mítica de l'artista sacerdot, i que és una imatge de la violència al carrer. És una ruptura radical amb els sistema de valors establert. | » |
| — Alexandre Cirici, | |   |

Maria Lluïsa Borràs també es posicionà amb les lectures favorables a la proposta:
| « | […] Quiero sólo limitarme a afirmar que no recuerdo en Barcelona otra exposición tan divertida y tan seria a la vez; tan ocurrente y aguda; tan perfectamente equilibrada. Ni una versión de Miró más auténtica. | » |

Altres defensors de l'acte de destrucció que es pronunciaren a l'època foren Llorens Artigas, Joan Perucho, Óscar Tusquets i Miquel Gaspar.
Anys més tard, la crítica d'art i comissària, ara directora de la Fundació Miró, Rosa Maria Malet, i el poeta, crític d'art i amic de Miró, Jacques Dupin, lloarien l'acció a les seves obres.

## Testimoni
Pere Portabella va enregistrar l'acció i posteriorment es va editar, publicant Miró, l'altre, 1969, un vídeo de 15 min enregistrat en color i sense locució. Manuel Esteban es va encarregar de la fotografia i la música va anar a càrrec de Carles Santos. El muntatge va ser fet per Teresa Alcocer. La cinta va ser coproduïda pel mateix col·legi d'arquitectes, junt amb Films 59 i per José Pedro Villanueva. La cinta s'ha pogut veure com a testimoni de l'acció en diverses exposicions commemoratives de Miró, com a Joan Miró. 1956-1983. Sentiment, emoció, gest, celebrada a la Fundació Joan Miró entre el 24 de novembre de 2006 i el 25 de febrer de 2007.
La fotògrafa Colita també va documentar l'acció, realitzant una sèrie de fotografies en blanc i negre i d'altres en color. També es van poder veure en la mateixa retrospectiva de 2006. Francesc Català Roca també en va fer una petita sèrie de fotografies.
Durant el 2010 es va fer una exposició retrospectiva a la Fundació Pilar i Joan Miró de Palma, on es van poder veure tant la pel·lícula de Portabella com diverses obres de Miró.
Durant l'exposició «Joan Miró. L'escala de l'evasió» es va poder veure l'esborrany que el pintor va fer per preparar l'obra. El setembre del 2015, els arquitectes Cristian Cirici, Pep Bonet i Lluís Clotet, socis fundadors de Studio PER, van signar la donació d'aquest dibuix preparatori de l'obra-acció a la Fundació Joan Miró. L'esbós, fet amb tinta i llapis cera damunt paper, mesura 15,5 x 176 cm i està format per 21 parts. En la signatura de la donació que es va celebrar a la Fundació Joan Miró, Jaume Freixa, president i Rosa Maria Malet, directora, van agraïr el gest de generositat de Cirici, Bonet i Clotet.